# Кочубей Василій Леонтійович

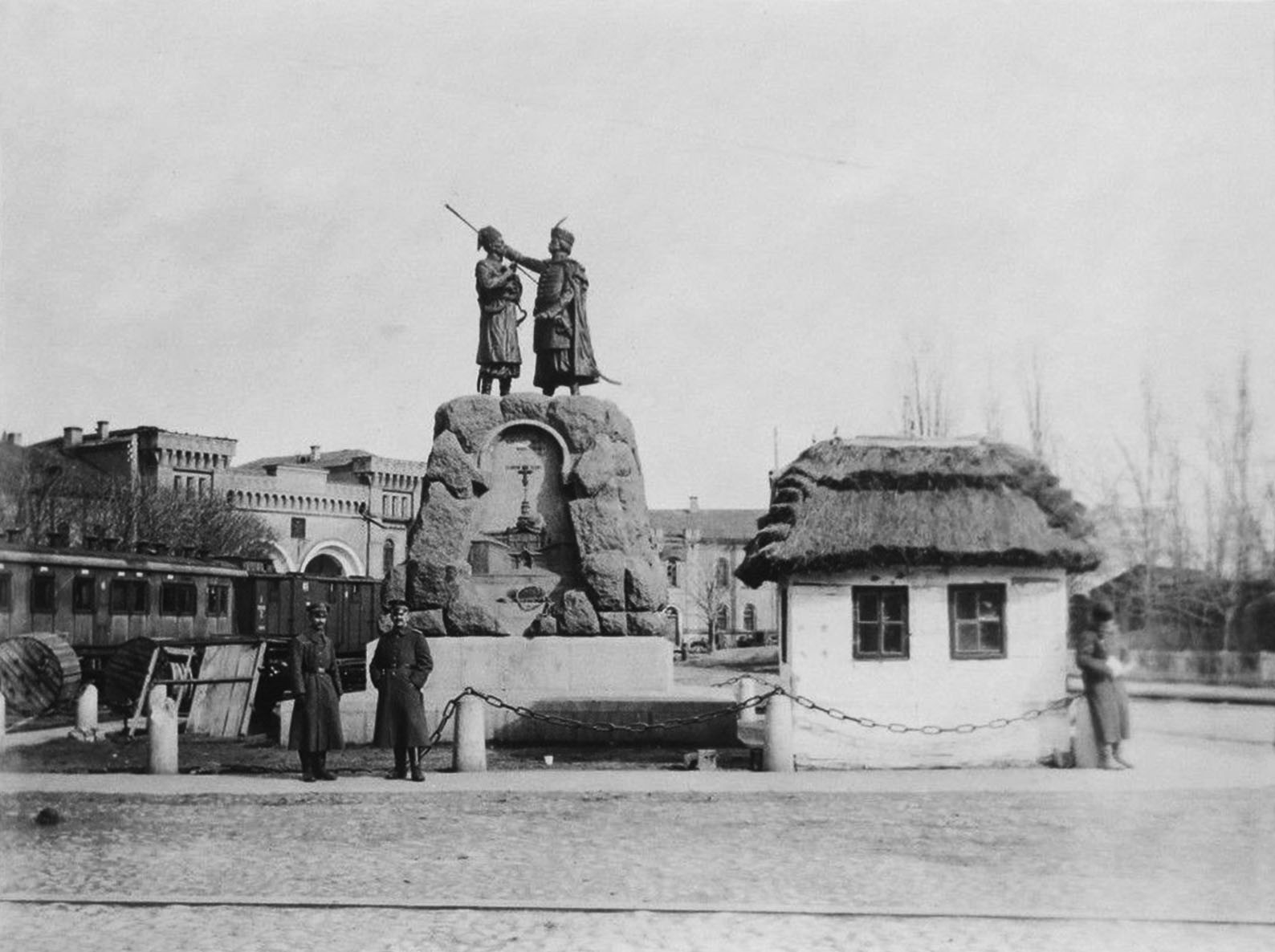
Пам'ятник Іскрі та Кочубею, 30 березня 1918

Васи́ль Лео́нтійович Кочубе́й (нар. бл. 1640 — пом. 14 липня 1708) — український державний і політичний діяч. Представник козацького роду Кочубеїв. Старшина промосковської орієнтації. Генеральний писар Війська Запорозького (1687–1699), генеральний суддя (1699–1708). Страчений за наказом Петра І за наклепницький донос на гетьмана Івана Мазепу.

## Життєпис
Рід Кочубеїв, згідно легенди, походив з Кримського ханства, звідки на територію Гетьманщини потрапив їхній засновник Кучук-бей, охрестився під ім’ям Андрій. На цьому відомості про його особу закінчуються; припускають, що він мав сина Леонтія Кочубея.
До 1675 — військовий канцелярист у гетьманів Івана Брюховецького та Петра Дорошенка,
1675 — посланець Петра Дорошенка до Османської імперії.
1676 — посланець архієпископа Лазаря Барановича до Москви,
1676—1681 — військовий канцелярист при Іванові Самойловичу.
1681—1687 — регент Генеральної військової канцелярії (1681 р.) при Іванові Самойловичу, також виконував дипломатичні функції у його відносинах з московськими царями.
1687—1699 — генеральний писар.
1700—1708 — генеральний суддя, у 1702 і 1707 роках виконував обов'язки наказного гетьмана. Лідер полтавської антигетьманської опозиції. Разом з Іваном Іскрою повідомили цареві Петрові І про зносини Івана Мазепи з королем Станіславом I Лещинським. Після тортур зрікся своїх звинувачень і за наказом царя страчений разом з Іваном Іскрою поблизу села Борщагівки Вінницького району Вінницької області України.
Похований в 1708 разом з Іваном Іскрою в Києво-Печерському монастирі.

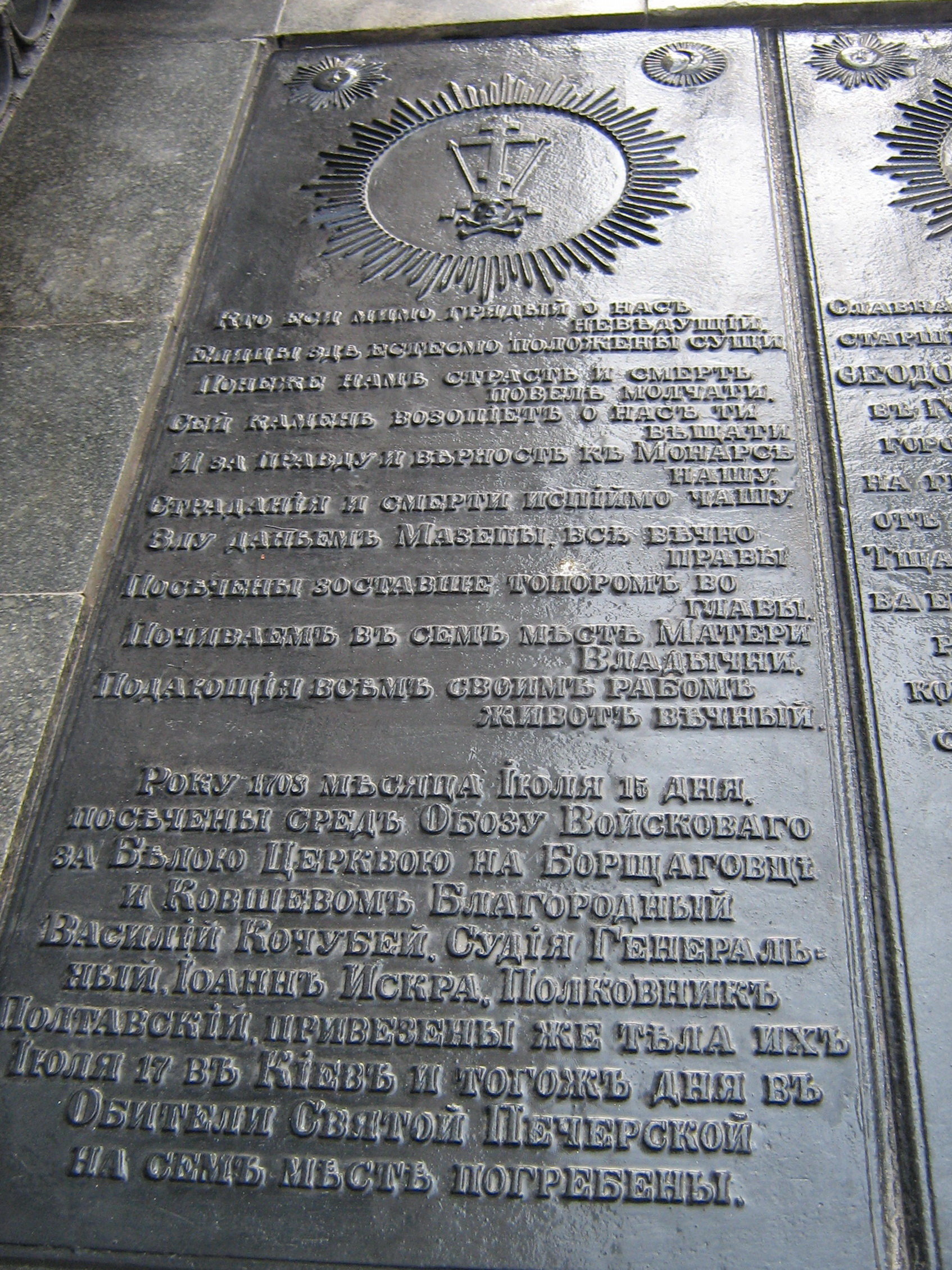
Могила Василя Кочубея біля Трапезної церкви Києво-Печерської Лаври

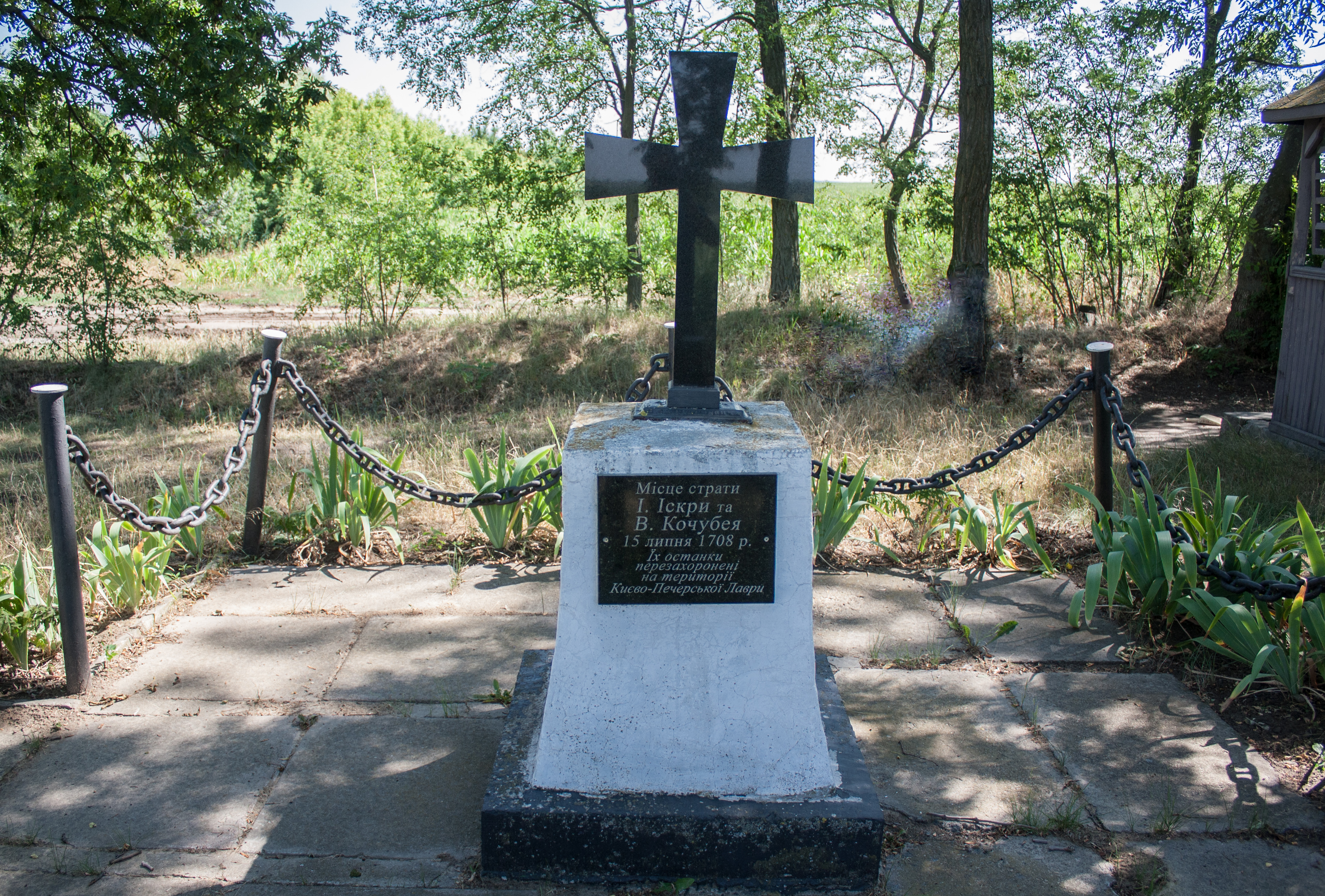
Пам’ятний знак на місці страти Івана Іскри і Василя Кочубея у селі Кошів

## Донос на Івана Мазепу та страта
Перший донос про зраду гетьмана Війська Запорозького Івана Мазепи і переговори гетьмана з Польщею до Москви В. Кочубей подав у серпні 1707 р. з Батурина через монаха Севського Спаського монастиря Никанора, якого допитали в Преображенському приказі, але на той час справу облишили. Потім Никанор 16 вересня 1707 р. доповів про почуте від Кочубеїв стольникові князю Ф. Ромодановському. Проте Петро I ознайомився з матеріалами записаного усного доносу лише в грудні 1707 р. і навіть після цього не взяв його до уваги та не повірив доносу.
Наступним донощиком від генерального судді став Петро Яценко (Яковлев). Він у січні 1708 р. виклав у Москві основні пункти доносу царевичу Олексію, в яких він звинувачував гетьмана Мазепу у відносинах із польським королем Станіславом Лещинським та спробі заарештувати Петра І. Яценко склав записку на основі переданих від Кочубея звинувачень.
17 лютого 1708 р. письмовий донос записаний зі слів Кочубея та І. Іскри до Москви надіслав через писаря В. Кобеляцького, охтирський полковник Федір Осипов.
1 березня 1708 р. Петро І писав своєму постільничому графу Головкіну й таємному секретарю Петру Шафірову, які за його наказом розслідували матеріали доносу, що «чує з боку Кочубея й Іскри тяжкий злочин й ворожі інтриги». Мазепі було запропоновано арештувати донощиків.
18 квітня 1708 р. В. Кочубей разом із своїм родичем Іваном Іскрою, будучи впевненими в своїй правоті, поїхали до Вітебська, де на той час перебувала Похідна канцелярія царя. По приїзді, їх заарештували та піддали тортурам. В матеріалах слідчої справи було скрупульозно записано всі моменти допитів підозрюваних. З Вітебська 6 травня 1708 р. заарештованих відправили до Смоленська. Надалі зі Смоленська до Києва відправили на суднах по Дніпру. 7 липня 1708 р. донощики прибули до Києво-Печерської фортеці.
За наказом І. Мазепи донощиків перевезли до табору гетьмана, що розміщувався тоді під містечком Борщагівкою (нині село Погребищенського району Вінницької області). Саме в Борщагівці, перед великим натовпом, 14 липня 1708 р. в гетьманському обозі було обезголовлено Кочубея та Іскру. Поховано було там же. Пізніше їх перепоховали на території Києво-Печерської лаври біля Трапезної церкви, де встановлено пам'ятну плиту. Маєток Кочубея став власністю Мазепи. Правда, ненадовго, до Полтавської битви, яка за іронією долі відбулася практично через рік від дня страти — 8 липня 1709 року.

## Родина
- Батько: Леонтій Андрійович Кочубей.
- Мати: Марія.
- Дружина: Любов Федорівна Жученко — донька полтавського полковника Федора Івановича Жученка.
- Сини:

Василь Васильович Кочубей (до 1684 – 19 серпня 1743) — полтавський полковник (1727–1743).
Федір Васильович Кочубей (до 1684—1729) — бунчуковий товариш Ніжинського полку.
- Дочки:

Ганна Василівна Кочубей (до 1684 — ?) — дружина (з 1698 р.) ніжинського полковника Івана Павловича Обидовського (1676-1701), племінника гетьмана Івана Мазепи. В їхній родині народилися сини Михайло (?—?) та Іван (1701 — після 1731).
Марія Василівна Кочубей (до 1684 — між 1704 і 1708) - дружина Василя Степановича Забіли — сина ніжинського полковника.
Мотря Василівна Кочубей (між 1684 і 1686 —1736) — за легендою, остання кохана гетьмана Івана Мазепи; згодом — дружина Семена Васильовича Чуйкевича (1674 р.н.) — ніжинського полкового судді.
Параска Василівна Кочубей (? — 1726) — дружина бунчукового товариша Федора Сулими, брата Семена Сулими; в їхній родині народилося 5 доньок.
Рід Василя Кочубея у Синайському пом'янику за 1684 рік: «Живі. Василь, Любов, мл. Марія, мл. Федір, мл. Катерина, Параскевія, мл. Марина, мл. Анна, мл. Семен, Іван, Іван».

У пом'янику Зографського (а також Руського Пантелеймонівського) монастиря, що на Афоні під 1686 роком рід Василя Кочубея записаний так: «Василія, Любов, м. Анну, млд. Симеона, млд. Марію, Феодора, інокиню Євфимію, Параскевію, Марину, мл. Матрону, мл. Василія, мл. Марфу, мл. Феодора, мл. Параскевію».

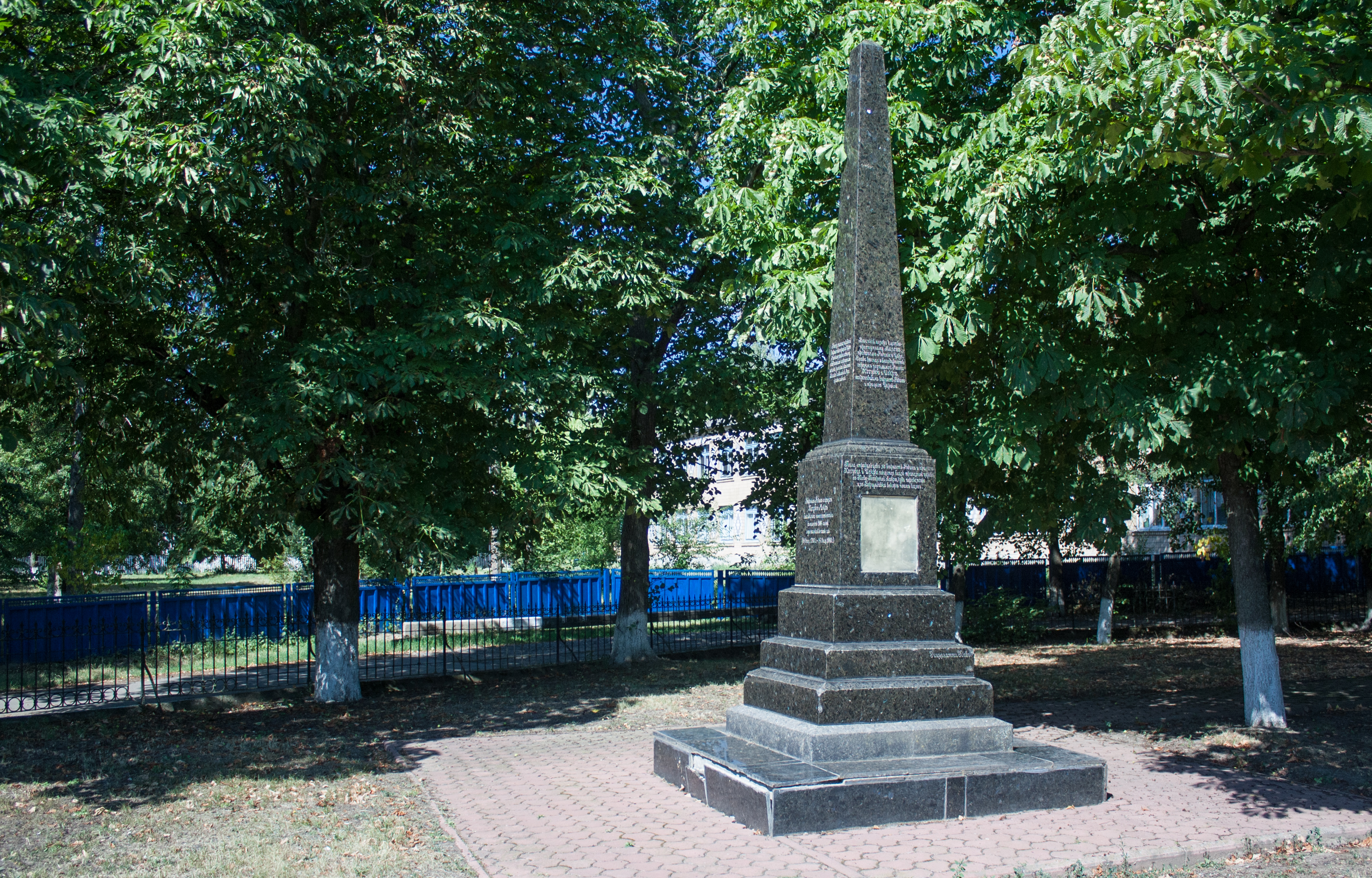
Пам'ятник Іскрі і Кочубею у Борщагівці

## Нащадки
Нащадок Василя Кочубея — Гетьман України Павло Скоропадський.

## Пам'ять
У Києві існує вулиця Кочубеївська.
Вулиці Василя Кочубея є у Бучі, Запоріжжі, Миколаєві, Кривому Розі. 
Після переходу Івана Мазепи на бік шведів, у Російській імперії Кочубей був прославлений як мученик і герой. В Києві у 1914 році Василю Кочубею і Івану Іскрі був поставлений пам'ятник, на фундаменті якого пізніше, у 1923 році встановлено пам'ятник робітникам заводу Арсенал.
Будинок, який належав генеральному судді Василю Кочубею, знаходиться в місті Батурин, Ніжинський район, Чернігівська область. В ньому розміщено музей Національного історико-культурного заповідника «Гетьманська столиця».